# 架空の森
『架空の森』（かくうのもり）は、川原泉による日本の漫画作品。白泉社文庫、『美貌の果実』に収録されている。

## ストーリー
剣道道場を開いている祖父・祖母と3人で静かに暮らしている狩谷苑生は静寂を好む人間だった。しかし3か月前に越してきた3歳年下の御門織人はばかげて口数の多い少年。
狩谷道場に入門した織人は苑生の弟弟子となり、日々チャンバラごっこをして遊んでいた。数年が穏やかに過ぎていったが、ある日、織人が何者かに命を狙われる事件が起き、続いて織人の誘拐事件も起きる。織人の父はアメリカの大企業の総帥であり、私生児だったのだ。織人が跡を継ぐことを望まない正妻が、織人を亡き者にしよう企んだことだった。それは織人や苑生がチャンバラごっこで遊んでいた時代劇の設定そのままの出来事であった。苑生の剣術で織人を助け出したところへ織人の父が登場し、織人をアメリカに引き取っていった。
時は流れ、祖父母も逝ったが、苑生は独り身であった。せっかく持ってきてもらったお見合いの席も、一世一代のユーモアとばかりに着ていった「怪獣の着ぐるみ」のために破談。そこへ長身の若者が現れ、着ぐるみの苑生を盛大に笑い飛ばす。その若者は成長した織人だったのだ。
最後は、織人と「怪獣の着ぐるみ」が手をつないで森の中を歩くシーンを、子供が目撃し「これは夢だ。架空の森の出来事だ」と幕を閉じる。

## 登場人物
狩谷苑生（かりや そのお）
初登場時は14歳。祖父母と暮らし静寂・静謐を好む無口な人間。織人が引っ越してきてからは毎日のようにチャンバラごっこ（武士道ごっこ）につき合わされている。剣道2段の腕前。
初登場時はショートカット、そのままバサバサに伸ばしていたが高校入学時に祖母の泣き落としでおかっぱ頭に揃えた。一見無愛想。たまに冗談を言うが、その場を凍らせる事が多い。妙齢になって見合いした際、「一世一代のジョーク」を披露するが、相手に侮辱と受け取られて怒らせる。「この姿を見て笑い飛ばしてくれるような男がよかった」と落胆しているところに、折しも織人がアメリカから帰国し、（希望どおり）笑い飛ばされる。
御門織人（みかど おりと）
初登場時は11歳。母と2人、森のはずれに引っ越してきたばかげて口数の多い少年。実は、実業家・アーサー・ラトレルの婚外子。あまりのやかましさに苑生に時々叱られるがすぐに立ち直り話し出す。しかし口数が多いのは、ひっそりした環境でも母が寂しくないようにという心遣いであり、苑生もそれに気付く（口に出さず見守るだけ）。
苑生いわく「思考にパターンを持たないタイプ」。苑生に好意を抱いており、将来結婚したいと思っている。
アーサー・ラトレル
ラトレル・インターナショナル総帥。織人の父。事件解決後、エレンと正式に離婚。
織人母子を連れて、アメリカに帰国する。
エレン・ラトレル
アーサーの妻。私生児である織人が跡継ぎにならないうちに亡き者にしようとしている。
事件後、アーサーから離婚される。ジャックいわく「強欲」。
ターナー
エレンの顧問弁護士。エレンの強欲ぶりに、辟易している。
ジャック
弁護士ターナーに雇われた殺し屋。早くて確実がモットーの「宅配便のジャック」。標的である織人の様子をうかがっているところを苑生に不審がられ、逆に殺気すら感じて脅える。
御門織人の母（みかどおりとのはは）
ラトレルと不倫関係にあり、織人を産むがエレンの妨害に遭い、日本へ帰国。温和な性格で料理上手な女性。
織人がジャックに誘拐された時、苑生に助けを求める。

## コミックス
花とゆめコミックス
- 「美貌の果実」 1987年2月25日 ISBN 4-592-11578-3
  - 収録 架空の森/愚者の楽園/大地の貴族/美貌の果実

白泉社文庫
- 「美貌の果実」 1995年9月15日 ISBN 4-592-88313-6
  - 収録 愚者の楽園/大地の貴族/美貌の果実/架空の森/森には真理が落ちている/パセリを摘みに